# 24 (アルバム)
『24』（トゥエンティフォー）は、DIMENSIONの24枚目のオリジナルアルバム。2011年11月2日にZAIN RECORDSから発売。

## 内容
『21』から4作連続の数字のみのタイトルでリリース。増崎孝司にとってはソロ・アルバム『In and out』から4週間の間隔でリリースしており、このリリース年はB.B.クィーンズを含めて3名義でリリースしたことになる。本作の発売から1週間後に当バンドのバンドスコアもリリースしており、表紙は本作と同じものが使用されている。

### 主な記録
- 2000年にリリースされた『14th Dimension "Hearts"』以来、約11年ぶりに100位以内にランクインされ、最高順位を更新した。
- Billboard JAPANジャズ・アルバム・セールス・チャート「Top Jazz Albums」では初の第1位を獲得した（2011年11月14日付）。

## 批評
『CDジャーナル』は「確かなテクニックに裏打ちされたスリリングなフュージョン・サウンドは衰えるどころかますます上昇中で、バンド・エネルギーの高さに圧倒される」と評した。

## 収録曲
1. Make A Splash
2. Upside
3. Free Spirits
4. The Winds Of Change
5. The One
6. Tears
7. Walk On
8. Sense Of Truth
9. Green Day
10. Together

## タイアップ
- Make A Splash：テレビ東京系「ゴルフの真髄」エンディング・テーマ
- Sence of Touch：テレビ朝日系「サンデースクランブル」オープニング・テーマ
- Green Way：テレビ朝日系「サンデースクランブル」エンディング・テーマ

## レコーディング参加
- 増崎孝司 - ギター
- 小野塚晃 - キーボード
- 勝田一樹 - サックス
  - 川崎哲平 - ベース
  - 則竹裕之 - ドラム
  - 坂東慧（T-SQUARE） - ドラム